# Robert Indiana

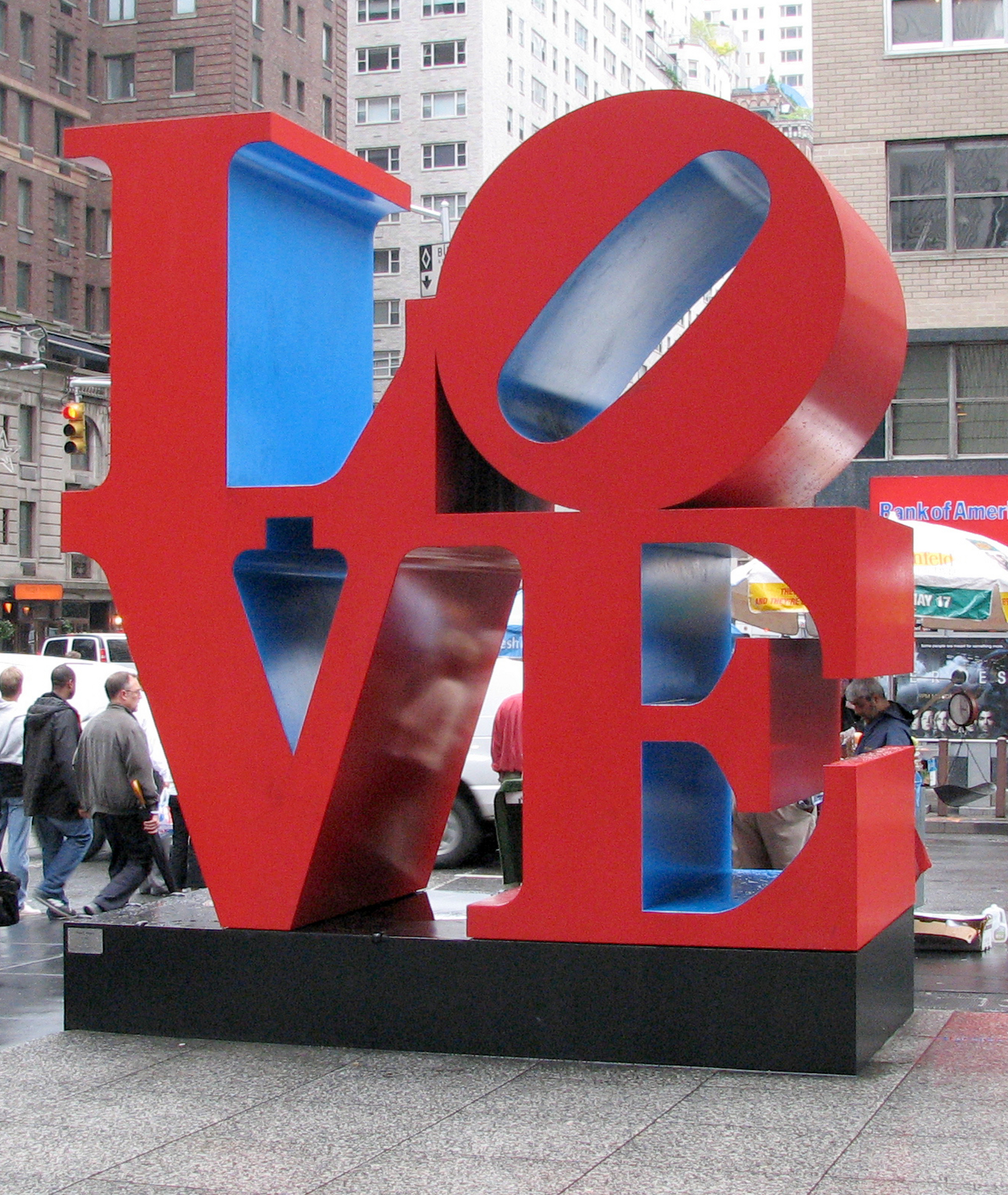
Love, 6th Avenue, Manhattan

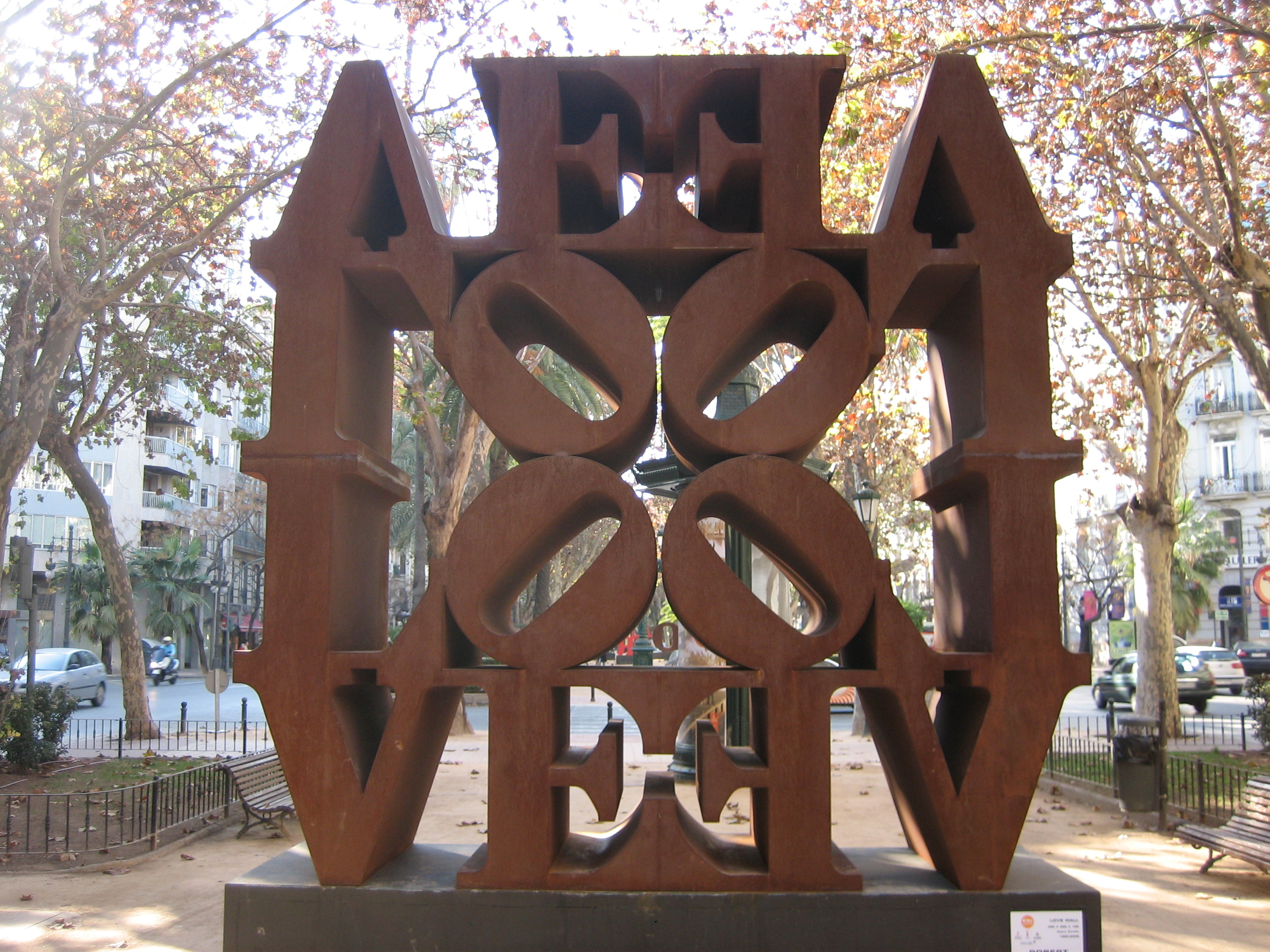
Love kruislings gespiegeld

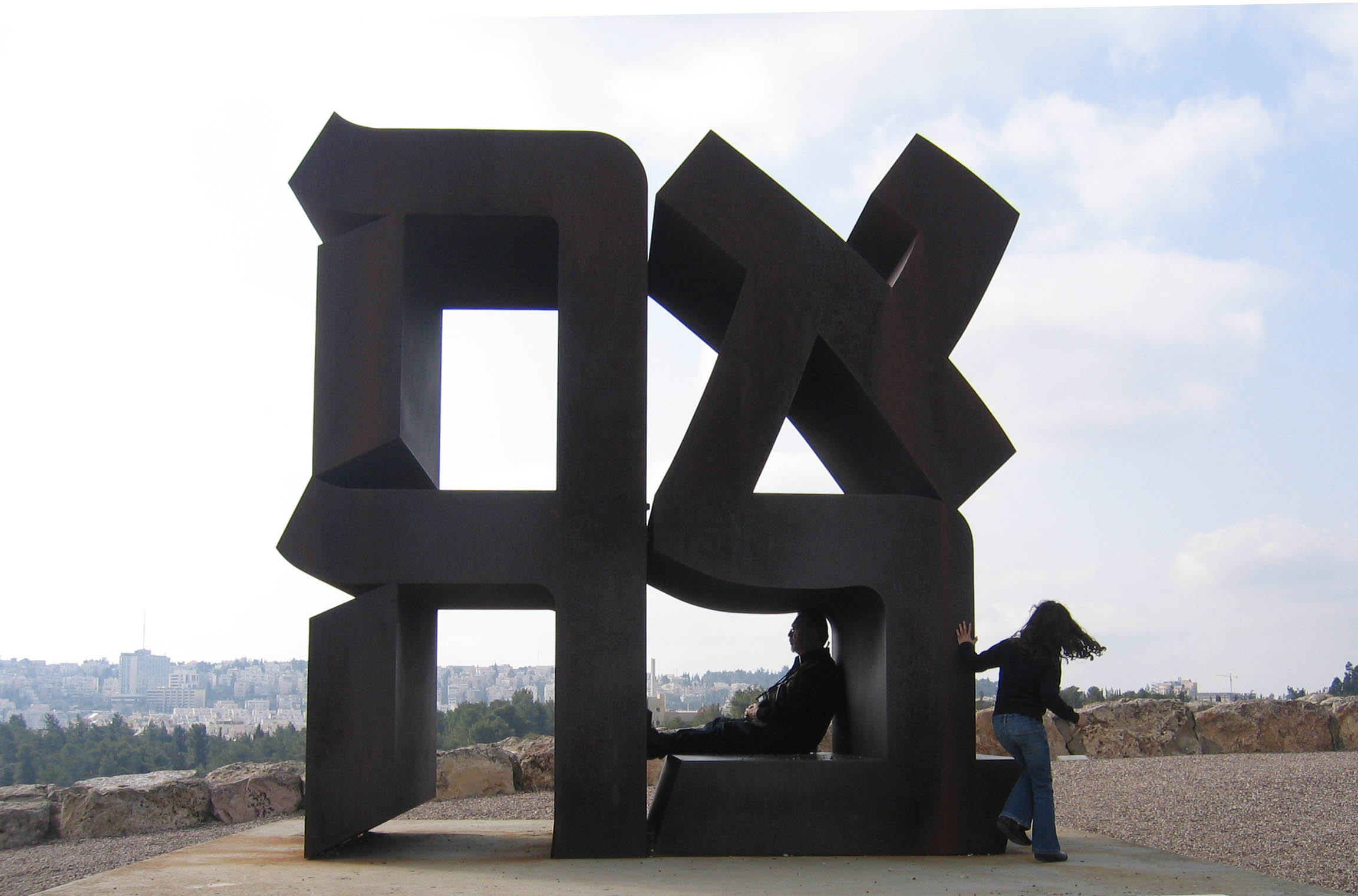
Ahava (אהבה Love in het Hebreeuws), sculptuur van cortenstaal, 1977, Israel Museum, Jerusalem

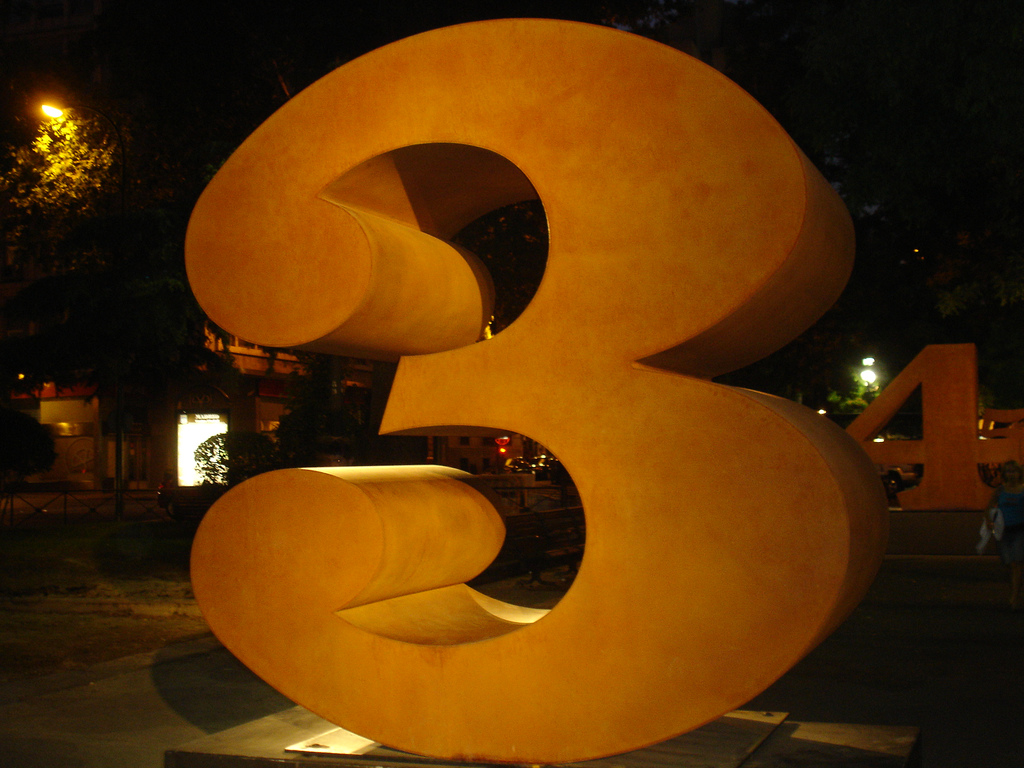
Sculptuur van het cijfer drie

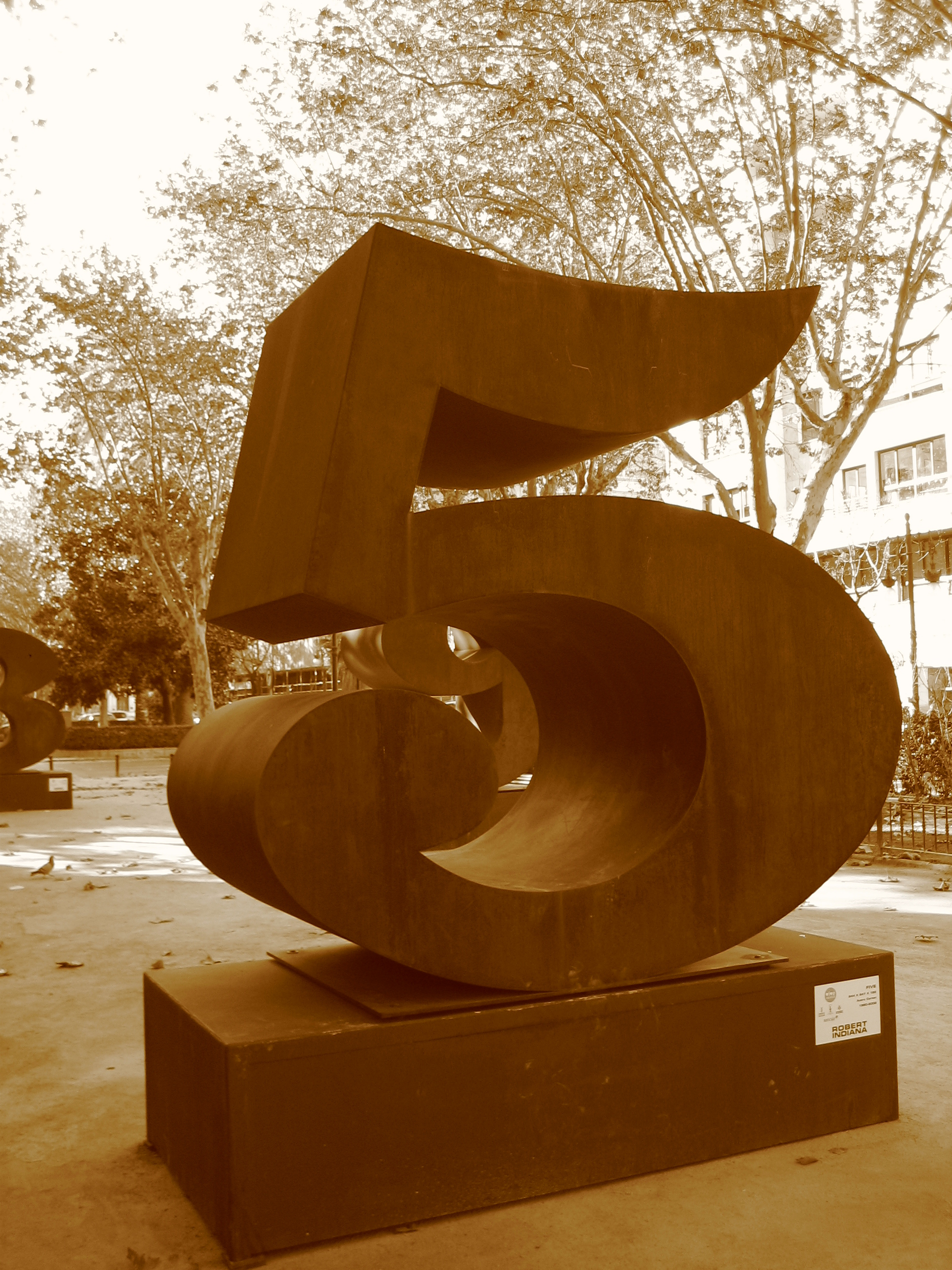
Sculptuur van het cijfer vijf

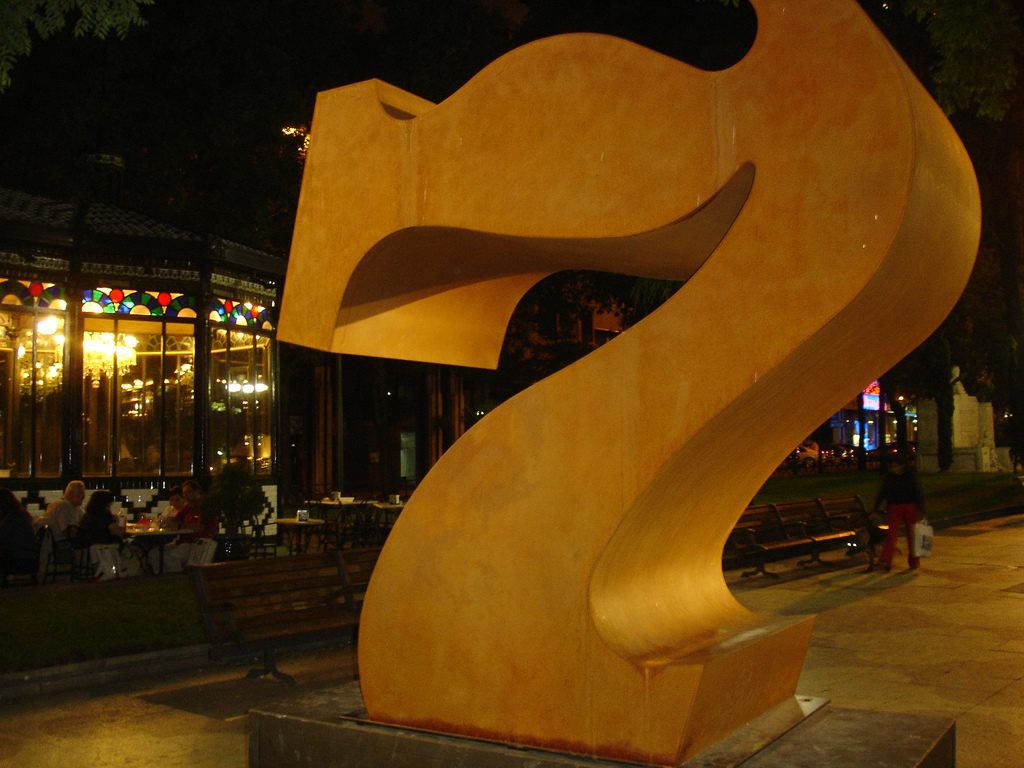
Sculptuur van het cijfer zeven

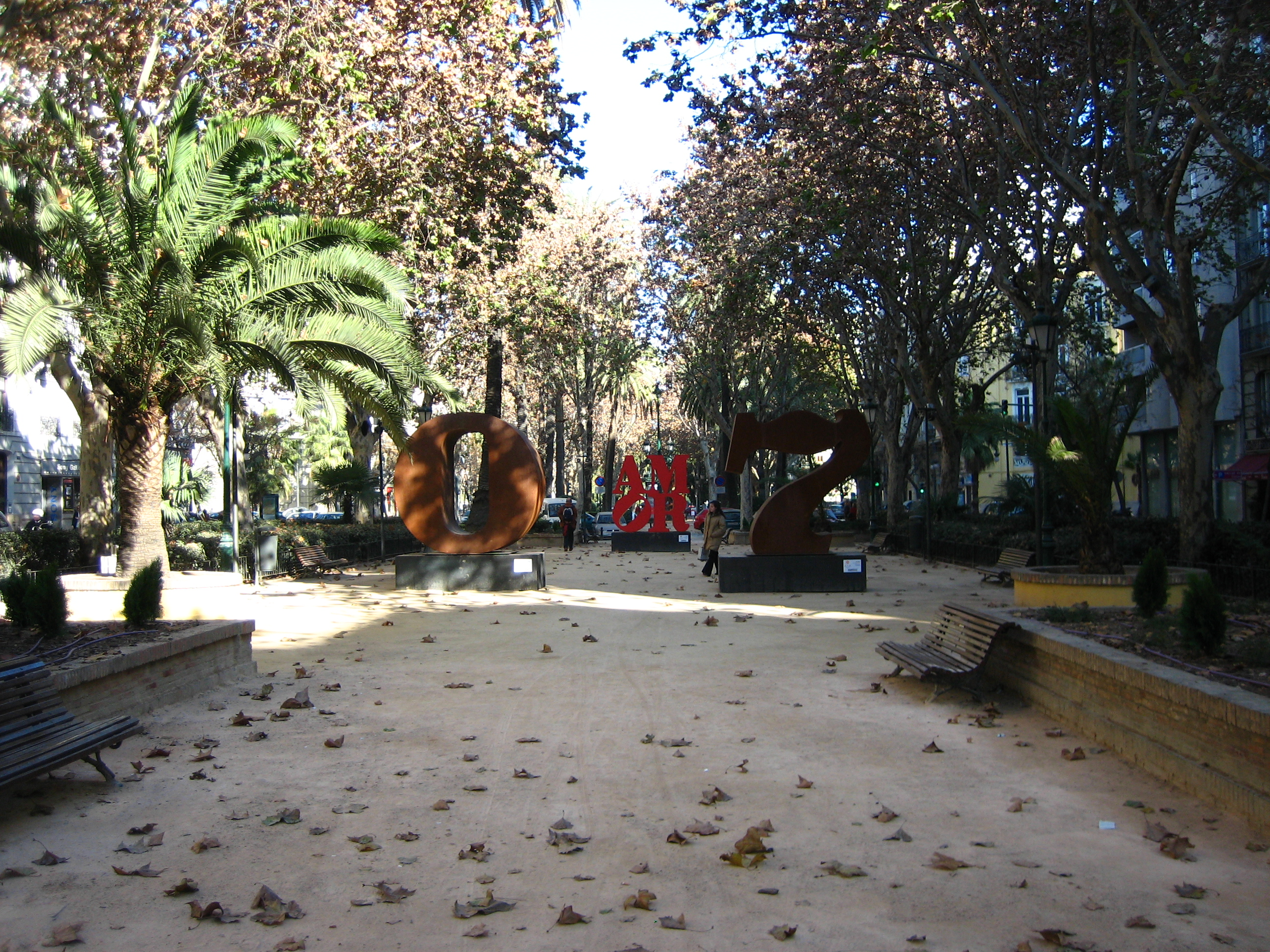
Por amor al arte, Valencia (2007)

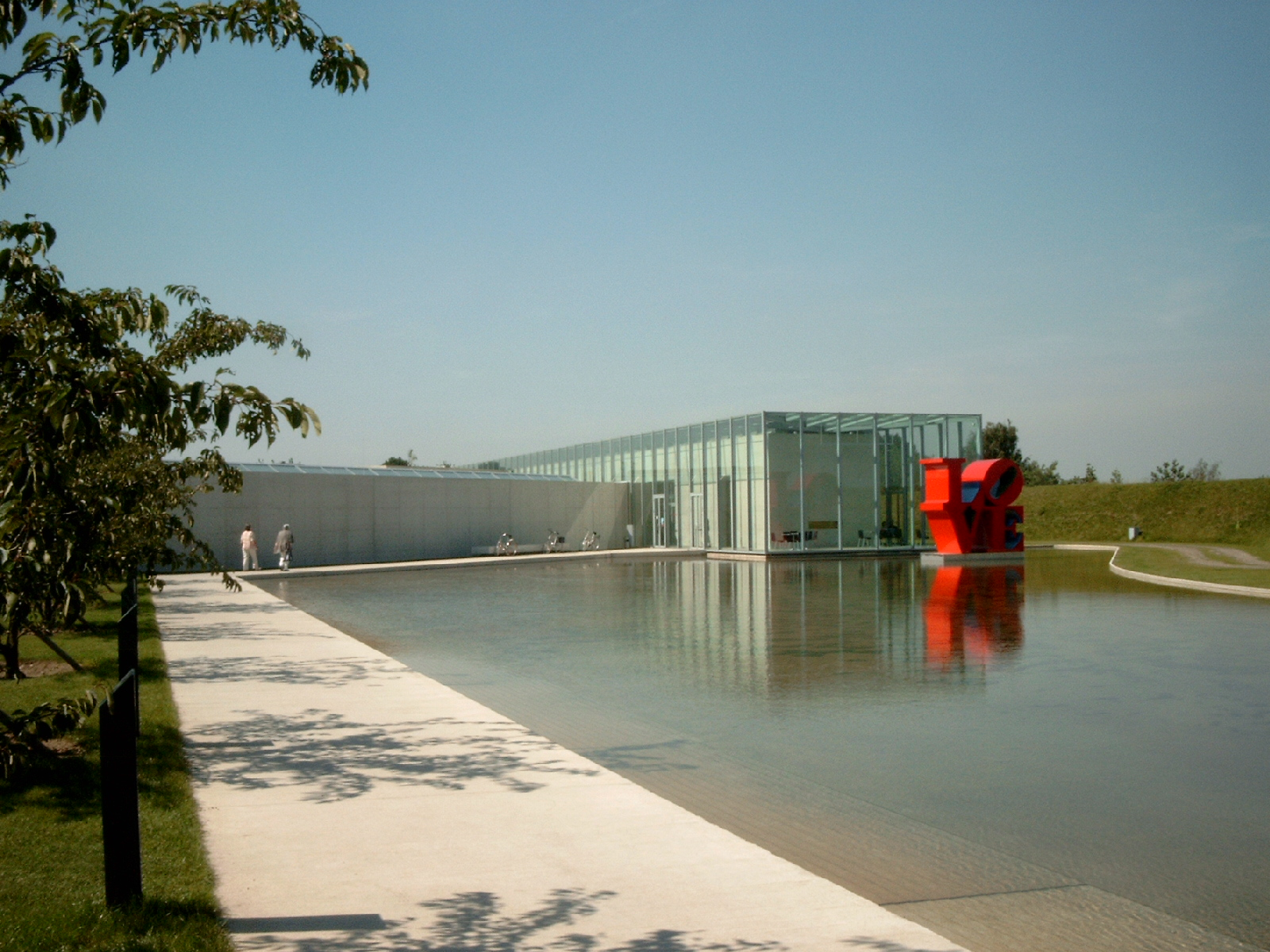
Love bij de Langen Foundation in Neuss

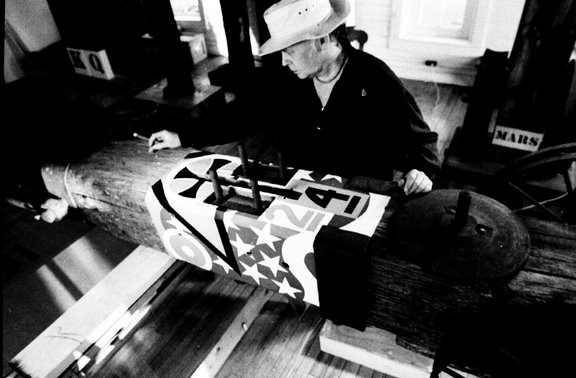
Robert Indiana in zijn atelier in Vinalhaven

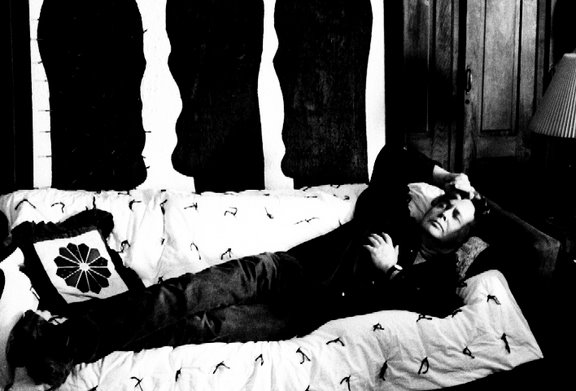
Robert Indiana in zijn atelier in Vinalhaven

Robert Indiana (pseudoniem van Robert Clark) (New Castle, 13 september 1928 – Vinalhaven, Maine, 19 mei 2018) was een Amerikaans kunstschilder, beeldhouwer en dichter. Hij was een vooraanstaande vertegenwoordiger van de popart en schiep in 1964 het internationaal bekende Love-symbool.

## Werk
Indiana werkte in zijn oeuvre steeds met sjablooneske schrifttekens, cijfers en taal; vaak korte pregnante woorden, gecombineerd met geometrische vormen als cirkels en sterren, waarmee hij zowel schilderijen als ruimtelijke beelden maakt.

### Love
Zijn bekendste ontwerp is ongetwijfeld Love. Het bestaat uit een vierkante compositie met de letters LO gestapeld op de letters VE in rood tegen een achtergrond in blauw en groen. De letter 'O' is diagonaal gekanteld. Het ontwerp Love ontstond in 1964 als een kerstkaart voor het Museum of Modern Art. Het ontwerp werd in meerdere variaties uitgewerkt, waaruit het museum de rood-groen-blauwe versie koos.
Het ontwerp werd in de Verenigde Staten uitgegeven als officiële postzegel en werd in de loop der jaren vele keren gekopieerd, geciteerd en geparafraseerd. Op Valentijnsdag in 2011 was bijvoorbeeld een aangepaste versie te zien als logo op de zoekpagina van Google. Het liefdessymbool werd door hem sinds de jaren 70 ook uitgewerkt als monumentale sculptuur. Zijn beeld Love staat op verschillende plekken wereldwijd opgesteld in diverse uitvoeringen qua materiaal en taal.
Na de eerste publicatie van het ontwerp, waarbij wel de naam van het museum maar niet zijn naam als kunstenaar genoemd werd, liep hij veel opbrengsten uit auteursrechten mis. Het bleek namelijk zeer problematisch om achteraf copyright te leggen op een simpel 'eenwoordgedicht' en een grafisch ontwerp bestaande uit slechts vier letters.

### Hermen
Rond 1960 maakt Indiana op Griekse hermen geïnspireerde assemblages waarin hij gevonden objecten zoals vliegwielen bevestigt aan staande pilaren lijkend op totempalen met schrifttekens en symbolen.

### American Dream
American Dream #1 van Indiana werd in 1961 aangekocht door het Museum of Modern Art in New York. In 1963 kocht het Van Abbemuseum Diamond American Dream #3 uit 1962. De serie bestaat tot nu toe uit negen schilderijen, waarvan het laatste in 2001 ontstond. In 1998 verscheen het boekwerk The American Dream met grafiek van Indiana en gedichten van Robert Creeley.

### Eat
In 1964 realiseerde hij op uitnodiging van de architect Philip Johnson zijn werk EAT, bestaande uit reusachtige neonletters die aangebracht werden aan het New York State Pavilion op de wereldtentoonstelling van New York. Indiana had dat voorjaar gefigureerd in de experimentele film Eat van Andy Warhol. Hij was met zijn werk dat jaar te zien in Nederland, op de tentoonstelling Nieuwe Realisten in het Gemeente Museum in Den Haag en ook het Stedelijk Museum in Amsterdam besteedde aandacht aan de popart.

### The Hartley Elegies
Na 1989 werkte Indiana vijf jaar aan de serie The Hartley Elegies, een hommage aan Marsden Hartley en zijn in de Eerste Wereldoorlog gevallen vriend Karl von Freyburg. Marsden Hartley was een van de vorige bewoners van Indiana's lodge die daardoor zijn bijzondere interesse gewekt had.

### Portret Jimmy Carter
In 1980 ontwierp Indiana, in opdracht van de Democratische Partij zeefdrukken met een 'portret' van Jimmy Carter An Honest Man, A Portrait of Jimmy Carter voor een map die door hem in 1981 aan de president aangeboden werd.

### Beschildering 'Berlijnse Muur'
In 1991 beschilderde hij als eerste Amerikaanse kunstenaar op verzoek een stuk van de (ontmantelde) Berlijnse Muur. Zijn bijdrage aan dit project werd met sjablonen aangebracht en combineert het woord LOVE aan de ene kant met het woord WALL aan de andere. Het werk werd in 2011 geveild en bracht ongeveer 150.000 euro op.

### Peace Paintings
Na september 2001 maakte hij een serie Peace Paintings, die in 2004 in New York tentoongesteld werden. De werken bestaan uit het internationale vredessymbool gecombineerd met aforismen over vrede.

### Hope
Indiana gebruikte de formule van Love ook om het woord Hope uit te werken. Opbrengsten uit dit project stelde hij ter beschikking voor de verkiezingscampagne van Barack Obama. Een exemplaar van het beeld werd geplaatst voor het institiuut in Chicago waar hij zelf in het begin van de jaren 50 gestudeerd heeft.

## Levensloop

### Jeugdjaren
Indiana werd geadopteerd door de familie Clark in Indianapolis. Sinds 1959 noemde hij zich naar de staat waar hij geboren is. Hij groeide op als enig kind, verhuisde frequent en wisselde vaak van school. Op zijn zeventiende had hij op 21 plekken gewoond. Een lerares moedigde hem aan in zijn plan kunstenaar te worden. Zijn bewondering ging uit naar de Amerikaanse kunstenaars Charles Demuth, Grant Wood, Thomas Hart Benton en Charles Sheeler. Op een van zijn scholen (Christian Science) bestond de enige decoratie uit de tekst: God is Love. Zijn vader werkte voor Phillips 66 waarvan het grafische logo tot Indiana's verbeelding sprak, getuige zijn latere werk.

### Studie en diensttijd
In 1942 verhuisde hij naar Indianapolis, waar hij de Arsenal Technical School bezocht. Na schooltijd werkte hij bij Western Union en bij de Indianapolis Star. Hij tekende in 1946 een vijfjarig contract met de luchtmacht als kosteloze vervolgopleiding. In 1948 in Rome (New York) gestationeerd, bezocht hij kunstcolleges aan het Manson-Williams-Proctor Institute in Utica en begon een studie Russisch aan de Universiteit van Syracuse.
In 1949 werd hij gestationeerd in Anchorage (Alaska) en werkte voor de Sourdough Sentinel, een tijdschrift voor soldaten. Kort daarop kreeg hij verlof omdat zijn moeder ernstig ziek was. In de herfst van dat jaar werd hij toegelaten tot de kunstacademie in Chicago. In 1953 kreeg hij een beurs voor deelname aan de zomercursus van de Skowhegan School of Painting and Sculpture in Maine en maakte kennis met Alex Katz.

### Reisbeurs Europa
Hij kreeg een reisbeurs waarmee hij naar Europa vertrok om aan de Universiteit van Edinburgh te studeren (Engelse literatuur, botanica en filosofie van de 20e eeuw). Hij begon gedichten te schrijven, die hij uittypte en van lithografische illustraties voorzag. Hier diende zich reeds zijn interesse voor woordkunst en typografie aan, dat in zijn latere werk volledig tot uitdrukking komt.

### Begintijd New York
Na voltooiing van een studie aan de Universiteit van Londen keerde Indiana in 1954 terug naar Amerika waar hij zich vestigde in de wijk Hell’s Kitchen in Manhattan, New York. Hij werkte een paar jaar als verkoper in een winkel van kunstenaarsbenodigdheden. Hier kwam hij in contact met kunstenaars als James Rosenquist, Ellsworth Kelly en Cy Twombly. Hij had even later een loft aan de Fourth Avenue dat ruggelings grensde aan het atelier van Willem de Kooning.

### Manhattan
In 1956 betrok hij een loft op een bovenverdieping aan Coenties Slip aan de East River nabij de Brooklyn Bridge. Omdat de huren zeer laag waren, volgden er spoedig andere kunstenaars zoals Agnes Martin, James Rosenquist, Ellsworth Kelly en Jack Youngerman. Deze periode tot ongeveer 1965 was zijn productiefste periode. Door zijn vriendschap met Kelly veranderde hij zijn stijl van figuratief naar hard edge, maar Kelly hield niet van de toevoeging van woorden aan schilderijen. Al zijn werk bevat autobiografische elementen.
In 1957 schilderde hij een eerste serie werken in de stijl van de hard edge, waaraan hij tien maanden werkte. De organische vormen waren gebaseerd op de vorm van een ginkgoblad. Het daaropvolgende jaar werkte hij als secretaris voor de deken van Kathedraal Saint John the Divine en ontwierp Crucifixion; een wandvullend werk bestaande uit vierenveertig delen met vormen baserend op ginkgo en avocado. Het schilderij werd geschilderd met drukinkt op karton.

### Popart
Zijn eerste solotentoonstelling had Indiana in 1962 in de Stable Gallery van Eleanor Ward, die op dat moment ook Cy Twombly, Robert Rauschenberg en de beeldhouwster Marisol (Maria Sol Escobar) vertegenwoordigde.
Hij nam met het werk The Black American Dream #2 deel aan de tentoonstelling New Realists, georganiseerd in de galerie van Sidney Janis. Hier kondigde zich voor het eerst de popart aan als nieuwe stroming in de beeldende kunst. De daaropvolgende jaren zou Indiana deelnemen aan alle belangrijke groepstentoonstellingen van deze beweging.

### Vriendschap met Warhol
In de nazomer van 1963 ontmoette hij Andy Warhol. Deze verzocht Indiana en Marisol te acteren voor zijn korte film, Kiss, een compilatie van drie-minutenfragmenten waarin personen te zien zijn die elkaar kussen. In februari 1964 was Indiana de ster in Warhols zwart-witfilm Eat. In deze geluidloze film zit Indiana op een stoel en eet een paddenstoel. Dat jaar werd zijn Love-ontwerp uitgegeven als kerstkaart.

### Lovetentoonstelling
In 1965 werkte hij als kostuum- en decorontwerper voor Virgil Thomsons The Mother Of Us All over het leven van de suffragette Susan Anthony. Hij verhuisde opnieuw met zijn atelier, dit keer naar een voormalige kofferfabriek in de Bowery. In 1966 was zijn tentoonstelling LOVE te zien in de Stable Gallery en werd zijn werk in Europa getoond in onder andere het Van Abbemuseum te Eindhoven.

### Beelden voor de openbare ruimte
In december 1971 werd het vier meter hoge beeld Love van Indiana opgesteld in het Central Park. Het werk is sedert 1975 te zien in Indianapolis waar het ook zijn première had. Sedertdien verschenen vele variaties van dit beeld en van zijn nummerbeelden.

### Star of Hope
In 1978 vestigde Indiana zich in Vinalhaven in Maine, een vissers- en kunstenaarsdorp op een eiland dat hij sedert 1969 regelmatig bezocht had. Hij betrok daar een lodge met de naam Star of Hope, een voormalig bezit van Independent Order of Odd Fellows. Bij zijn besluit zich in deze plaats te vestigen speelde een rol dat daar een grafisch atelier bestond, de Vinalhaven Press. In deze werkplaats heeft Indiana grafiekseries gerealiseerd in steendruk en etstechniek.

### Overzichtstentoonstellingen
In 2007 werd een overzicht van zijn beelden getoond in de Spaanse plaats Valencia. In 2013 toont het Whitney Museum of American Art in New York zijn werk in een overzichtstentoonstelling met werken uit een periode van vijftig jaar, vanaf 1954 tot 2004.

## Gerelateerde kunstenaars
Indiana's manier van werken werd geïnspireerd door het werk van enkele voorgangers. De Amerikaanse kunstenaar Jasper Johns werkte al in de jaren 50 aan collages en wasschilderingen met monumentale getallen, zoals Figure 7 uit 1955. Johns' werk werd in 1959 getoond door Leo Castelli en wekte aanvankelijk irritatie en protest omdat het zo geheel buiten de heersende mode van het abstract expressionisme viel.
Een vroegere voorganger was ook Charles Demuth die al in 1928 (het geboortejaar van Indiana) Figure 5 in Gold schilderde. In 1963 droeg Indiana een gecombineerd eerbetoon op aan Demuth en de dichter William Carlos Williams, die als inspirator voor het nummerschilderij van Demuth geldt, en de The Hartley Elegies uit 1989-1994 zijn een hommage aan Marsden Hartley.

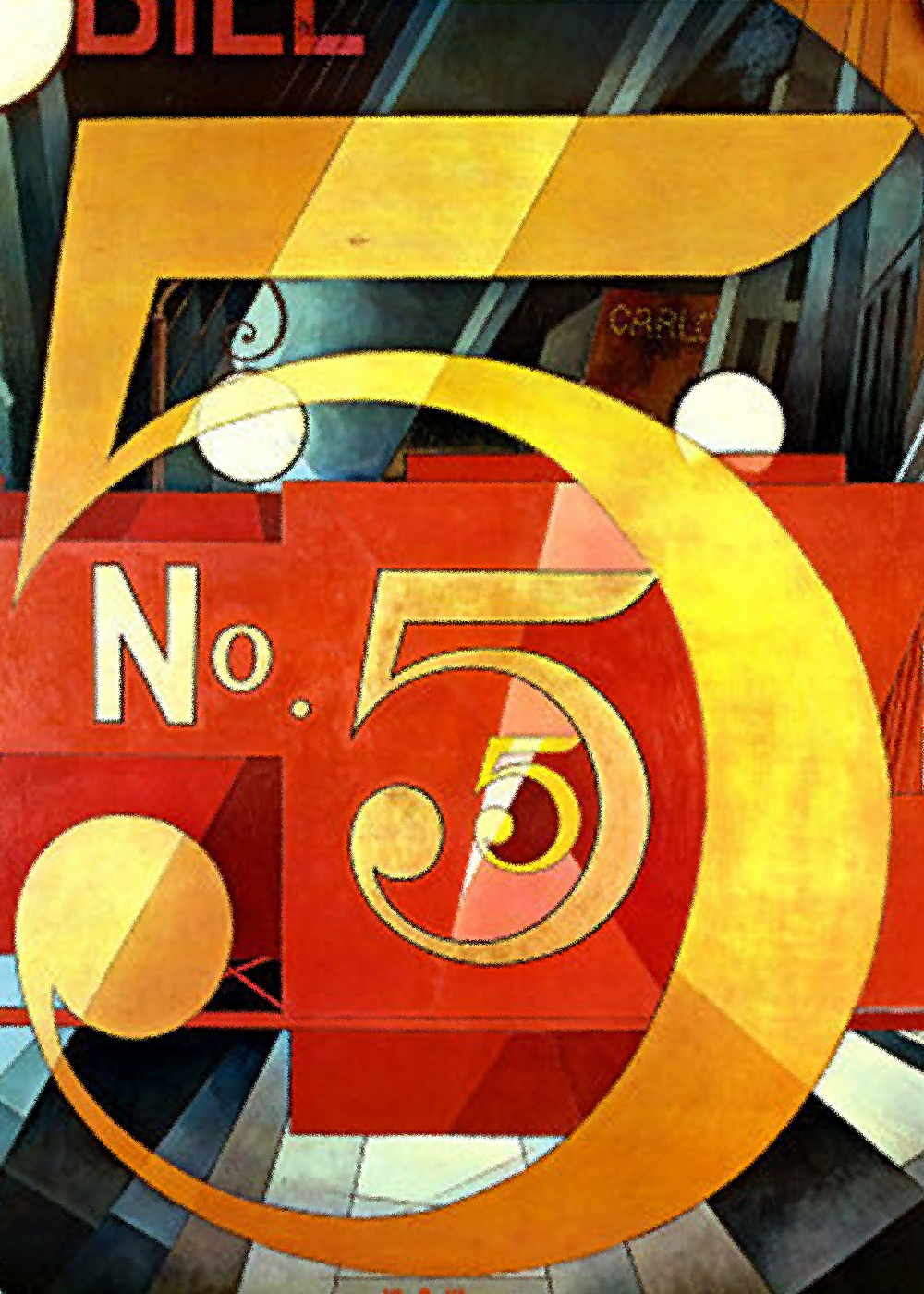
Charles Demuth: Figure 5 (1928)
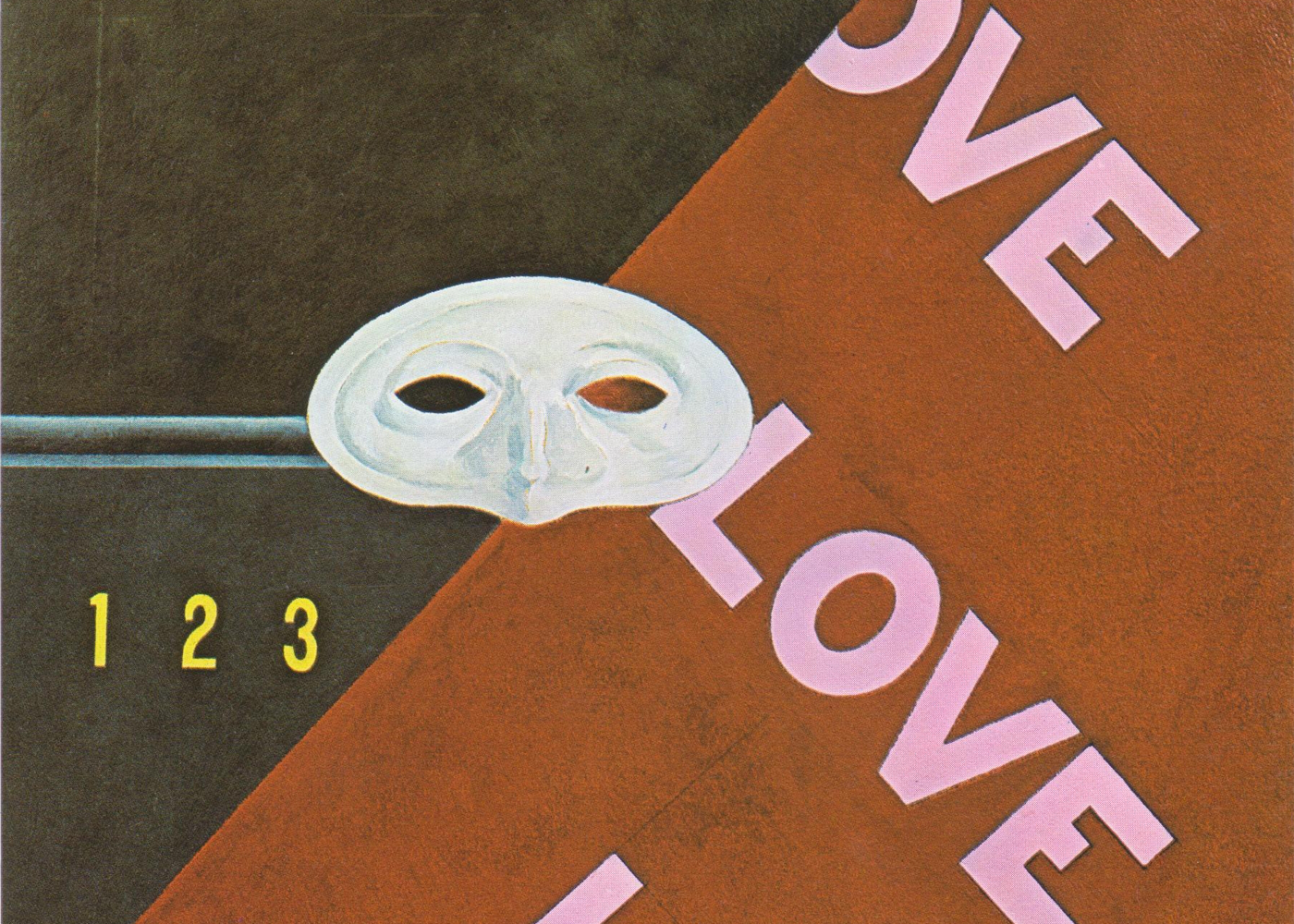
Charles Demuth: Love Love Love (1929)
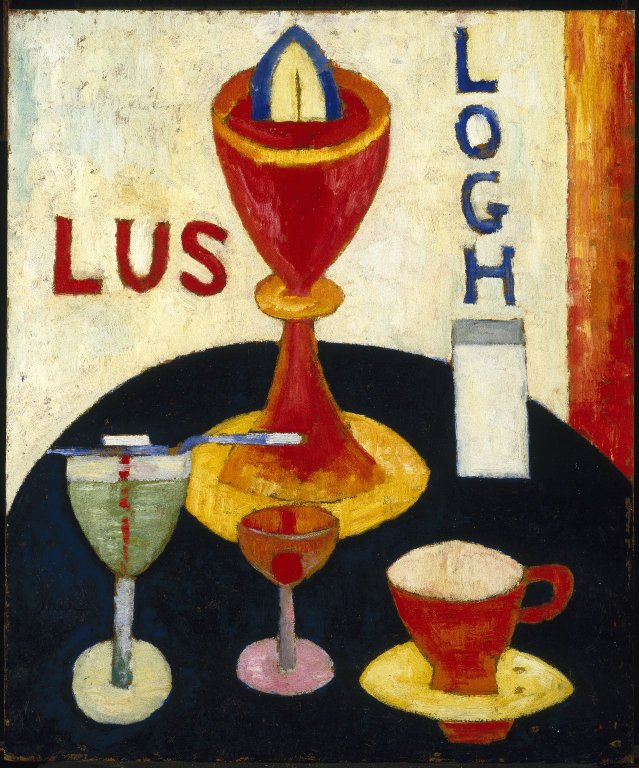
Marsden Hartley: Handsome Drinks (1916)
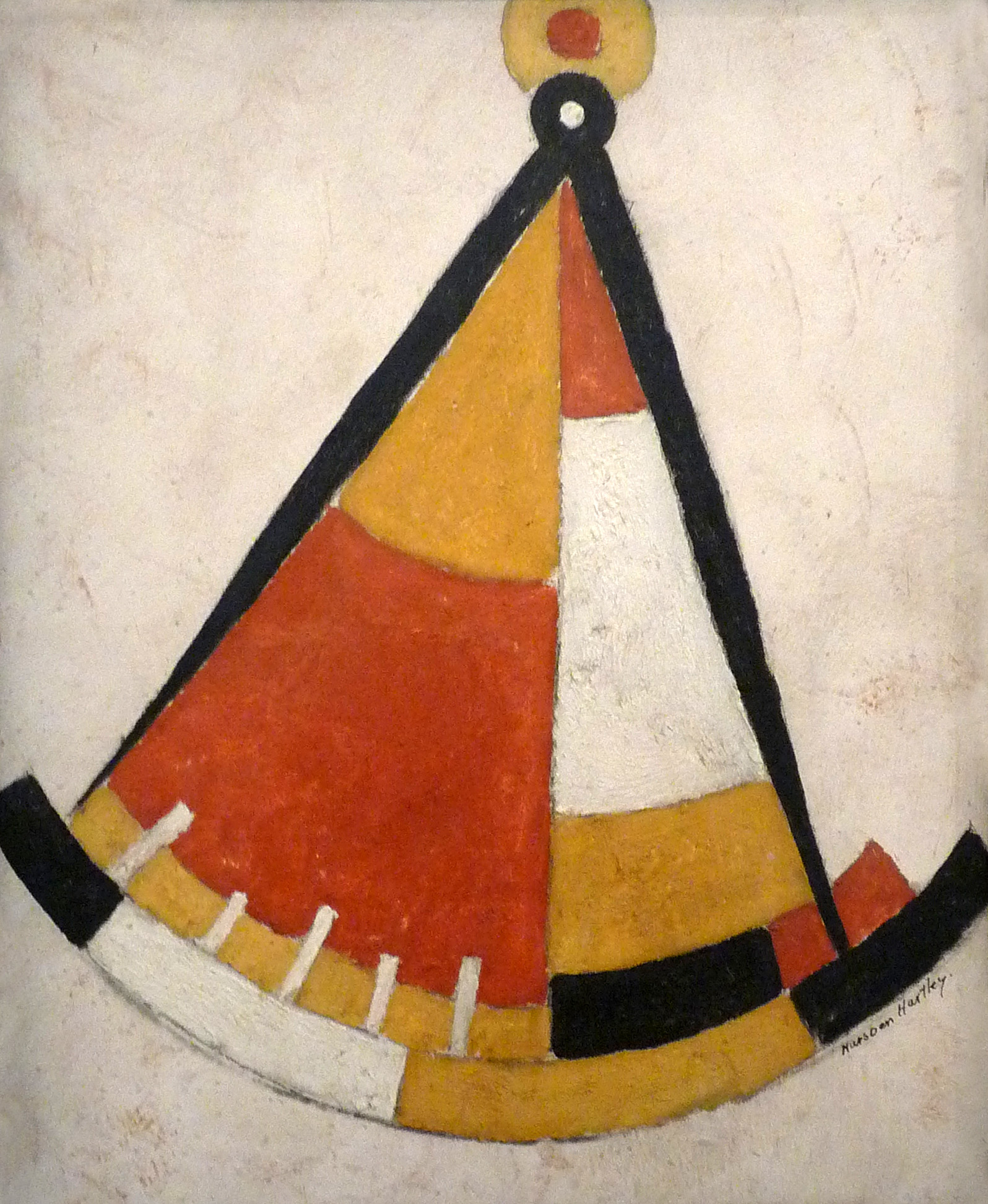
Marsden Hartley: Sextant (1917)

## Tentoonstellingen (selectie)
- 2013: Beyond Love, Whitney Museum of American Art[6]
- 2008: Der amerikanische Maler der Zeichen, Museum Wiesbaden, Wiesbaden
- 2007: Der amerikanische Maler der Zeichen, Museum Kurhaus Kleve, Kleef
- 2007: Por amor al arte, Valencia (openluchttentoonstelling)[7]
- 1997: Magie der Zahl in der Kunst des 20. Jahrhunderts, Staatsgalerie Stuttgart
- 1992: Pop Art, Museum Ludwig, Köln; Centro Reina Sofia, Madrid; Museum of Fine Arts, Montreal
- 1991: 3. Biennale der Skulptur in Monte Carlo, Monte Carlo; LOVE
- 1984: Woodworks, National Museum of American Art, Washington
- 1982: Farnsworth Museum, Rockland, Maine
- 1974: Hirshhorn Museum and Sculpture Garden, Washington
- 1973: Nine Artists/Coenties Slip, Whitney Museum Downtown, New York
- 1972: Galerie Denise René, New York
- 1970: American Art since 1960; Princeton University, Princeton
- 1968: documenta, Kassel
- 1966: Museum Haus Lange, Krefeld
- 1966: Van Abbemuseum, Eindhoven
- 1966: Robert Indiana. Number Paintings, Galerie Schmela, Düsseldorf
- 1966: LOVE Show, Stable Gallery, New York
- 1964: Nieuwe Realisten, Gemeente Museum, Den Haag
- 1962: New Realists, Sidney Janis Gallery, New York
- 1960: New Forms, New Media, Martha Jackson Gallery, New York

## Films
- Kiss; regie Andy Warhol (1963)
- Eat; regie Andy Warhol (1964)
- Robert Indiana: American Dreamer; regie Eric Breitbart (2007)
- Robert Indiana Portrait; regie John Huszar (1973), dvd (2008)
- A Visit to the Star of Hope; documentaire van Dale Schierholt (2009)[8]